# Cynanchum wilfordii
Cynanchum wilfordii là một loài thực vật có hoa trong họ La bố ma. Loài này được (Maxim.) Hemsl. mô tả khoa học đầu tiên năm 1889.